# Dan Atherton
Daniel Simon „Dan” Atherton (ur. 25 stycznia 1982 w Wells) – brytyjski kolarz górski.

## Kariera
Największy sukces w karierze Dan Atherton osiągnął w sezonie 2008 Pucharu Świata w kolarstwie górskim, kiedy zajął trzecie miejsce w klasyfikacji generalnej four crossu. W klasyfikacji tej wyprzedzili go tylko ówczesny mistrz świata, Hiszpan Rafael Álvarez oraz Niemiec Guido Tschugg. W tej samej konkurencji zdobył też między innymi złoty medal na mistrzostwach Wielkiej Brytanii w 2004 roku. Nie startował na igrzyskach olimpijskich.
Jego brat Gee i siostra Rachel również uprawiają kolarstwo górskie.